# Point matériel
On appelle point matériel ou masse ponctuelle un système mécanique qu'il est possible de modéliser par un point géométrique M auquel est associée sa masse m.
Il s'agit souvent d'un système dont les dimensions sont petites devant les distances caractéristiques du mouvement étudié (distance parcourue, rayon d'une orbite, etc.), mais cette condition n'est ni nécessaire ni facile à considérer comme suffisante. En pratique, il faut un système sans déformation (généralement nommé « solide ») ni rotation propre.
La notion de point matériel est en quelque sorte le pendant de celle de charge ponctuelle, fréquemment utilisée en électromagnétisme.

## Domaine d'application en mécanique
La représentation mathématique d'un système mécanique est importante en mécanique (et en physique en général). Cette représentation sera plus ou moins complexe suivant le niveau de détail du modèle et les phénomènes que l'on cherche à modéliser.
Le modèle du point matériel est le plus simple que l'on puisse envisager pour un système mécanique. Aucune information sur la forme géométrique du système réel, la répartition de la matière (des masses) en son sein, etc. n'est conservée. La seule grandeur physique caractéristique du système est sa masse m.
La validité de ce modèle dépend d'une part de la nature du mouvement ainsi que du phénomène que l'on cherche à modéliser. 

### Application: solide indéformable en translation
Pour un objet volumineux solide (sans déformation) en translation seule (sans rotation), tous les points ont le même déplacement ; dès qu'on connaît la forme de l'objet, l'étude du mouvement d'un de ses points (quelconque) suffit à une description complète quelle que soit la taille de l'objet par rapport aux caractéristiques de son mouvement.

### Non application: solide indéformable avec rotation propre
Une boule qui roule sur un plan incliné possède de l'énergie cinétique associée à la translation globale (qu'on peut attribuer à son centre) et de l'énergie cinétique de rotation par rapport à son centre ; si on diminue la taille de la boule, la proportion de l'énergie cinétique de rotation reste la même, donc n'est jamais négligeable (le rayon de la boule fait partie des dimensions caractéristiques de son mouvement).
Dans le cas d'un solide avec rotation propre, on peut utiliser le modèle du solide indéformable.

### Application: mouvement de révolution de la Terre autour du Soleil
Dans un référentiel héliocentrique, il est possible d'étudier le mouvement de révolution de la Terre en considérant cette dernière comme un point matériel T de masse MT = 5,98 × 1024 kg. En effet son rayon RT ≈ 6 400 km est très inférieur à la distance moyenne Terre - Soleil D ≈ 1,5 × 108 km, ou encore au périmètre de l'orbite (environ 9 × 108 km). Il est donc possible de considérer la Terre tout entière comme réduite à un point.

### Non application: mouvement de rotation propre de la Terre
Pour l'étude du mouvement de rotation propre de la Terre, dans le référentiel géocentrique, il est évident que l'on ne saurait considérer cette dernière comme un simple point matériel. Il faut tenir compte de sa forme et de la répartition des masses en son sein : le modèle le plus simple, bien connu, est celui d'une sphère de rayon RT et de centre T, homogène ou au moins à répartition sphérique de masse.

## Domaine d'application en relativité générale
En relativité générale, la notion de masse ponctuelle s'est avérée être mal définie : si l'on essaie de comprimer un corps étendu jusqu'à un point unique, un trou noir se forme par effondrement gravitationnel avant que la limite du point-particule ne soit atteinte,. La métrique de Schwarzschild est l'analogue, en relativité générale, du champ gravitationnel d'une masse ponctuelle en gravitation newtonienne,. La notion de masse ponctuelle est utilisée dans des méthodes d'approximation de la relativité générale telles que les expansions post-newtoniennes ou la théorie des perturbations des trous noirs.